# Likvidation
Likvidation, är ett förfarande som kan upplösa aktiebolag eller ekonomiska föreningar. 

## Likvidation i aktiebolag
Likvidation kan ske frivilligt eller genom tvång. En frivillig likvidation sker vanligtvis när ägarna inte längre vill bedriva verksamheten. En frivillig likvidation beslutas av bolagsstämman med enkel majoritet. Likvidation kan ske tvångsmässigt exempelvis i det fallet att aktiekapitalet understiger det registrerade, eller om styrelsen inte är registrerad inom den tid som stadgas i årsredovisningslag (1995:1554). Vid en likvidation utser Bolagsverket eller domstol en eller flera likvidatorer som ska genomföra likvidationen. Likvidatorns uppgift är att omvandla bolagets tillgångar till pengar och betala dess skulder. Eventuellt överskott delas sedan ut till delägarna.